# George Weah
George Tawlon Manneh Oppong Ousman Weah (* 1. Oktober 1966 in Monrovia) ist ein ehemaliger liberianischer Fußballspieler und heutiger Politiker. Er war vom 22. Januar 2018 bis zum 22. Januar 2024 der 25. Präsident Liberias.
Der 1995 sowohl als FIFA-Weltfußballer des Jahres gekürte als auch mit dem Ballon d’Or als „Europas Fußballer des Jahres“ ausgezeichnete Weah wird in Liberia als Volksheld verehrt. Er gilt als einer der besten afrikanischen Fußballspieler. Seine größten Erfolge hatte er in den 1990er Jahren bei europäischen Vereinen wie AS Monaco, Paris Saint-Germain und AC Mailand.
Später nutzte Weah seine Popularität politisch und gründete die liberianische Partei Congress for Democratic Change (CDC). 2005 kandidierte er erstmals für das Amt des Staatspräsidenten, scheiterte jedoch gegen seine Kontrahentin Ellen Sirleaf. Beim zweiten Anlauf 2017 gewann er schließlich gegen Joseph Boakai und führte seitdem die Regierung Weah an. Bei den Wahlen 2023 wurde er erneut von Boakai herausgefordert und verlor diesmal knapp.

## Herkunft und Jugend
George Manneh Oppong Weah wurde am 1. Oktober 1966 in Monrovia, der Hauptstadt Liberias, geboren. Seine Familie gehört zur Volksgruppe der Kru, die ursprünglich aus dem südlichen Landesteil Grand Kru County stammt und lebte im Slum Clara Town. Nach der Trennung seiner Eltern wuchs Weah mit zwölf anderen Kindern im Haushalt seiner streng christlichen Großmutter Emma Klonjilaleh Brown auf. Obwohl das Entwicklungsland Liberia zu den ärmsten Staaten Afrikas zählt, besuchte Weah die High School und fand anschließend eine Anstellung als Telefonist bei der nationalen Telefongesellschaft. Als Kind war Weah ein begeisterter Straßenfußballer, bevor er ab 1981 für unterklassige Vereine aktiv war.
Seine Brüder Moses und Wolo wurden ebenfalls liberianische Nationalspieler.

## Fußball

### Vereinskarriere

#### Afrika (1984 bis 1988)
1984 gab Weah für Bongrange Company sein Debüt in der ersten liberianischen Liga (First Division) und wechselte ein Jahr später zu Mighty Barrolle, dem bekanntesten Klub des Landes. Mit Barrolle gewann er 1986 das Double aus Meisterschaft und nationalem Pokal. Obwohl Weah in zehn Einsätzen siebenmal getroffen hatte, konnte er sich keinen Stammplatz erkämpfen und wechselte daraufhin zu den Invincible Eleven. Bei seinem neuen Klub gelang Weah der endgültige Durchbruch: Er wurde mit 24 Treffern in 23 Spielen Torschützenkönig, erhielt die Auszeichnung als Spieler des Jahres und gewann seinen zweiten Meistertitel.
1987 verließ der 20 Jahre alte Weah sein Heimatland und wechselte zu Tonnerre Yaoundé nach Kamerun. Auch hier etablierte er sich als Torjäger (14 Tore in 18 Spielen) und konnte mit Tonnerre die kamerunische Meisterschaft gewinnen. Kameruns Nationaltrainer Claude Le Roy erkannte das fußballerische Potential des Stürmers und vermittelte ihn 1988 an den französischen Meister AS Monaco, der von Arsène Wenger trainiert wurde. Die Transfersumme betrug 12.000 Pfund.

#### Frankreich (1988 bis 1995)
Monacos Trainer Wenger galt als ausgesprochener Talentförderer und führte den Neuzugang kontinuierlich an den Kader heran. Sein erstes Profispiel bestritt Weah am 17. August 1988 (7. Spieltag) bei der 1:2-Niederlage gegen die AJ Auxerre und avancierte neben dem Ivorer Yousouf Falikou Fofana zum etatmäßigen Angreifer. Mit 14 Toren in 23 Saisonspielen war Weah zweitbester Torschütze der Monegassen und Wenger geriet über seinen Neuzugang regelrecht ins Schwärmen: „Weah war die große Überraschung. Er war der Schokoladenhase, den der kleine Junge an Ostern im Garten findet. Ich habe nach ihm nie wieder einen Spieler so explodieren sehen.“  Durch seinen explosiven Antritt und eine kraftvolle Spielweise entwickelte sich Weah zu einem der besten Stürmer der französischen Liga. Doch der 1,84 Meter große Torjäger verfügte nicht nur über eine atemberaubende Physis, einen starken Schuss und unglaubliche Effizienz vor dem gegnerischen Tor, sondern war auch technisch extrem beschlagen. Seine Tempodribblings waren gefürchtet. Bezeichnenderweise verlieh ihm die Zeitung France Football im Jahr 1989 die Auszeichnung als Afrikas Fußballer des Jahres, die in seiner Heimat frenetisch gefeiert wurde und Weah einen enormen Popularitätsschub verschaffte. 1991 gewann er mit Monaco den französischen Pokal (1:0-Sieg über Olympique Marseille) und stand ein Jahr später im Finale des Europapokals der Pokalsieger, das gegen Werder Bremen 0:2 verloren wurde. In der Saison 1991/92 war er drittbester Torschütze der Liga (18 Tore), Monaco konnte allerdings die sportliche Dominanz von Marseille nicht brechen und wurde zum zweiten Mal in Folge Vizemeister.
Nach vier Jahren im Fürstentum wechselte Weah zur Saison 1992/93 innerhalb der Division 1 zu Paris Saint-Germain. Der Fernsehsender Canal+ hatte den Hauptstadtklub übernommen und wollte ihn zum Herausforderer des Serienmeisters aus Marseille aufbauen (Le Classique). Die Ablösesumme für Weah lag bei umgerechnet 13 Millionen D-Mark. Bei PSG sollte Weah zusammen mit Raí und David Ginola eine sehr erfolgreiche Phase der Vereinsgeschichte prägen und weitere Titel gewinnen: 1994 die Meisterschaft, 1993 und 1995 den Pokal sowie 1995 den Ligapokal. Insbesondere dank seiner Leistungen in der Champions League wurde Weah als erster Afrikaner überhaupt mit dem Ballon d’Or als „Europas Fußballer des Jahres“ ausgezeichnet und zum FIFA-Weltfußballer des Jahres gewählt.

#### AC Mailand (1995 bis 2000)
1995 wurde Weah vom italienischen Verein AC Mailand verpflichtet, wo zu seinen Mitspielern u. a. Franco Baresi, Paolo Maldini und Roberto Baggio gehörten. In der ersten Saison (1995/96) gewann der Verein die Meisterschaft (Scudetto), konnte auf internationaler Ebene aber nicht mehr an vorherige Erfolge anknüpfen. Später bildete Weah gemeinsam mit Oliver Bierhoff das Sturmduo der Meistersaison 1998/99. Als anschließend seine Leistungen nachließen, erfolgte in der Winterpause der Saison 1999/00 eine Ausleihe an den FC Chelsea nach London.

#### Späte Jahre im Fußball
Mit dem FC Chelsea gewann er den FA-Cup. Da Trainer Gianluca Vialli den Kader verjüngen wollte, wechselte Weah im Sommer 2000 zu Aufsteiger Manchester City. Der Zweijahresvertrag wurde aber nach wenigen Wochen einvernehmlich aufgelöst, da Weah unzufrieden wegen unregelmäßiger Einsätze durch Trainer Joe Royle war. Anschließend spielte er kurz bei Olympique Marseille und beendete 2003 seine Karriere in den Vereinigten Arabischen Emiraten.
Als Trainer war er 2008 kurzzeitig bei einem japanischen Sechstligisten tätig.

### Nationalmannschaft
Als Teil der „Goldenen Generation“ Liberias nahm Weah mit der Nationalmannschaft 1996 und 2002 an der Afrikameisterschaft teil. Die Qualifikation zu einer Weltmeisterschaft gelang Weah mit der Nationalmannschaft nicht.
Im September 2018 führte der damals 51-Jährige bereits als Staatspräsident das Team in einem Freundschaftsspiel gegen Nigeria aufs Feld. Weah wurde erst in der 79. Minute ausgewechselt. Die Rückennummer 14, mit der er auch die Partie bestritten hatte, soll künftig nicht mehr vergeben werden.

### Titel und Erfolge

#### Mighty Barolle (1985–1986)
- Liberianische Meisterschaft: 1986
- Liberianischer Pokal: 1986

#### Invincible Eleven (1986–1987)
- Liberianische Meisterschaft: 1987

#### Tonnerre Kalara Club de Yaoundé (1987–1988)
- Kamerunische Meisterschaft: 1988

#### AS Monaco (1988–1992)
- Französischer Pokal: 1991

#### Paris Saint-Germain (1992–1995)
- Französische Meisterschaft: 1994
- Französischer Ligapokal: 1995
- Französischer Pokal (2): 1993, 1995

#### AC Mailand (1995–2000)
- Italienische Meisterschaft (2): 1996, 1999

#### FC Chelsea (Leihe 2000)
- Englischer Pokal: 2000

### Persönliche Ehrungen
- FIFA-Weltfußballer des Jahres: 1995
- Ballon d’Or („Europas Fußballer des Jahres“): 1995
- Afrikas Fußballer des Jahres (3): 1989, 1994, 1995
- BBC African Footballer of the Year: 1995
- Onze d’or: 1995
- Afrikas Fußballer des Jahrhunderts (1998)
- FIFA 100 (2004)
- Torschützenkönig der UEFA Champions League (1): 1995
- FIFA-Fairplay-Preis: 1996

## Persönliches
Seine beiden Söhne George jr. (* 1987) und Timothy (* 2000) spielen ebenfalls Fußball. Während seiner Zeit bei PSG erwarb er die französische Staatsbürgerschaft; er spricht die französische Sprache fließend. Anfang des Jahres 2008 war Weah kurzzeitig Trainer des japanischen Sechstligisten Valiente Koriyama Tokyo.

## Humanitäres Engagement
Seit Mitte der 1990er Jahre engagiert er sich für humanitäre Projekte in Liberia. 1994 gründete er den Fußballverein Junior Professionals, dessen Präsident er ist. Einige dort aktive Spieler haben den Sprung in die liberianische Nationalmannschaft geschafft. Voraussetzung für die Mitgliedschaft ist für die Jugendlichen, dass sie regelmäßig die Schule besuchen. Weah war UNICEF-Botschafter und erhielt 2004 den Arthur Ashe Courage Award für seinen humanitären Einsatz.

## Politische Karriere

### Verlorene Präsidentschaftswahl 2005 und gewonnener Senatorenposten 2014
Im November 2004 erklärte er seine Kandidatur für die Präsidentschaftswahlen am 11. Oktober 2005, bei denen ein Nachfolger für den Übergangspräsidenten Gyude Bryant bestimmt wurde. Trotz seiner Unerfahrenheit in der Politik wurden ihm gute Chancen zugebilligt, die Wahlen zu gewinnen, da er im Land sehr bekannt und populär ist. Als Präsident wollte sich Weah dafür einsetzen, dass die Friedenstruppe der Vereinten Nationen UNMIL zumindest während seiner ersten Amtszeit von sechs Jahren in Liberia stationiert bliebe, um ein Wiederaufflammen des Bürgerkrieges zu verhindern.
Im ersten Wahlgang erreichte er als Kandidat der Congress for Democratic Change laut vorläufigem amtlichen Endergebnis 28,3 % der Stimmen. Seine schärfste Konkurrentin, die ehemalige Mitarbeiterin der Weltbank und ehemalige Finanzministerin Ellen Johnson-Sirleaf, erreichte 19,8 %. Die Stichwahl fand am 8. November 2005 statt. Nach dem offiziellen Endergebnis lag er mit 40,6 % der Stimmen deutlich hinter Johnson-Sirleaf, die 59,4 % erreichte. Weah beklagte Unregelmäßigkeiten bei der Stimmauszählung. Die zur Wahlsiegerin erklärte Johnson-Sirleaf deutete an, Weah ein Ministeramt anzubieten. Weahs Partei sträubte sich, das Ergebnis anzuerkennen. Mitte Dezember erklärte sich Weah in öffentlichen Reden zum Präsidenten, was in Monrovia Unruhen auslöste. Unter Vermittlung des ehemaligen nigerianischen Präsidenten Abdulsalami Abubakar fand einige Tage später ein Treffen zwischen Weah und Johnson-Sirleaf statt, welches die Lage entspannte. Am 16. Januar 2006 wurde Ellen Johnson-Sirleaf als Präsidentin vereidigt.
Nach der verlorenen Wahl legte Weah als bereits 40-Jähriger das Abitur ab und absolvierte ein Betriebswirtschaftsstudium, um sich besser auf seine politische Laufbahn vorzubereiten. Am 20. Dezember 2014 wurde George Weah mit großem Vorsprung für die Region Montserrado in den liberianischen Senat gewählt; sein Gegenkandidat war ein Sohn von Ellen Johnson-Sirleaf.

### Gewonnene Präsidentschaftswahl 2017
2017 nahm Weah erneut als Kandidat an der Präsidentschaftswahl teil, nachdem Ellen Johnson-Sirleaf verfassungsgemäß nicht für eine dritte Amtszeit kandidieren durfte. Für Diskussionen sorgte die Auswahl seiner Vizepräsidentschaftskandidatin Jewel Howard-Taylor. Die Senatorin ist die Ex-Ehefrau des früheren Präsidenten Charles Taylor, der 2012 wegen Verbrechen gegen die Menschlichkeit zu einer Haftstrafe von 50 Jahren verurteilt worden war. Weah bestritt jeglichen Kontakt zum früheren Staatschef.
In der ersten Wahlrunde am 10. Oktober lag Weah mit rund 38 Prozent der Stimmen vor dem bisherigen Vizepräsidenten Joseph Boakai. Boakai legte wegen „massiver Unregelmäßigkeiten“ Widerspruch gegen den Wahlgang ein. Zwar wurde die Klagen abgewiesen, aber die juristischen Auseinandersetzungen verschoben die Stichwahl zwischen Weah und Boakai vom ursprünglich geplanten 7. November auf den 26. Dezember. Nach Angaben der Wahlkommission gewann Weah die Stichwahl. Nach Auszählung von 98,5 Prozent der Stimmzettel kam er auf 61,5 Prozent der Stimmen. Die Präsidentschaftswahl gilt als erster demokratischer Führungswechsel in Liberia seit 1944. Weah wurde für sechs Jahre gewählt, sein Amt trat er am 22. Januar 2018 an. Er leitete die Regierung Weah.

### Abwahl 2023
Bei der Wahl 2023 unterlag Weah in der Stichwahl knapp seinem Herausforderer Joseph Boakai, der 50,6 % der Stimmen erhielt und damit am 22. Januar 2024 Weah im Amt des Präsidenten nachfolgte.